# Tallklokrypare
Tallklokrypare (Chernes nigrimanus) är en spindeldjursart som beskrevs av Edvard Ellingsen 1897. Tallklokrypare ingår i släktet Chernes och familjen blindklokrypare. Arten är reproducerande i Sverige. Inga underarter finns listade i Catalogue of Life.